# Ralf de Pagter
Ralf de Pagter, né le 22 juillet 1989 à Haarlem, aux Pays-Bas, est un joueur néerlandais de basket-ball. Il évolue au poste d'ailier.

## Palmarès
Shoeters / Heroes Bois-le-Duc
Championnat des Pays-Bas : 
- Champion : 2015
- Vice-champion : 2014

Coupe des Pays-Bas : 
- Vainqueur : 2013, 2016, 2024
- Finaliste : 2015

Supercoupe des Pays-Bas : 
- Vainqueur : 2013, 2015
- Finaliste : 2016

 Landstede Hammers
Championnat des Pay-Bas :
- Champion : 2019

Coupe des Pays-Bas : 
- Finaliste : 2019

Supercoupe des Pays-Bas : 
- Vainqueur : 2017, 2019
- Finaliste : 2023